# Zamość (Sierpc)
Pour les articles homonymes, voir Zamość (homonymie).
Zamość (prononciation : [ˈzamɔɕt͡ɕ]) est un village polonais de la gmina de Rościszewo dans le powiat de Sierpc de la voïvodie de Mazovie dans le centre-est de la Pologne.
Il se situe à environ 2 kilomètres au sud de Rościszewo (siège de la gmina), 8 kilomètres à l'est de Sierpc (siège de le powiat) et à 111 kilomètres au nord-ouest de Varsovie (capitale de la Pologne).

## Histoire
De 1975 à 1998, le village appartenait administrativement à la voïvodie de Płock.

Depuis 1999, il appartient administrativement à la voïvodie de Mazovie